# Étienne-Louis Boullée
Étienne-Louis Boullée (Parigi, 12 febbraio 1728 – Parigi, 6 febbraio 1799) è stato un architetto e teorico dell'architettura francese del periodo neoclassico.
Nei suoi progetti utilizzò volumi elementari, monolitici e di scala colossale, in modo da creare edifici con un valore simbolico accentuato e drammatizzato dal gioco delle luci e ombre.

## Biografia
Etienne-Louis Boullée nacque da Louis-Claude, architetto del re, e da Marie-Louise Boucher, imparentata con il celebre pittore François Boucher. Dopo aver iniziato gli studi di pittura presso l'atelier di Jean-Baptiste Marie Pierre, il giovane Boullée fu indirizzato dal padre verso l'architettura, che apprese inizialmente sotto la guida di Jacques-François Blondel. Nell'ottobre 1745 Boullée venne ammesso tra gli alunni di Jean-Laurent Legeay, per poi frequentare i corsi di Germain Boffrand, presumibilmente nel corso del 1746.
Dopo aver fondato una propria scuola nel 1749, Boullée si applicò principalmente alla didattica, campo che riuscì a ricompensarlo dalle diverse difficoltà incontrate in ambito strettamente edilizio; dal 1747 e il 1763, infatti, Boullée non fu assai fecondo dal punto di vista produttivo, in quanto partecipò solamente al rinnovamento edilizio di alcune lussuose ville di Parigi. Per l'esordio effettivo del Boulléé nella scena architettonica francese, infatti, bisognerà attendere il 1778, quando ricevette la nomina di Contrôleur général des Bâtiments de l’Hôtel des Invalides, e successivamente Contrôleur général des Bâtiments de l’École royale militaire; Boullée avrebbe poi rinunciato ad entrambi gli uffici il 21 dicembre 1782, in modo da poter elaborare un concetto di architettura più personale, libero dai vincoli della committenza. Fu in questo modo che, nel 1784, stese quello che forse è uno dei suoi progetti più famosi: si tratta del cenotafio di Newton, un solenne ed immenso edificio a forma sferica destinato ad accogliere le spoglie del celebre fisico.
Intanto, Boullée rilevò una rimarcabile possibilità di decollo nel tumultuoso sviluppo architettonico di Parigi, che a partire dal 1770 cominciò gradualmente a cambiare volto con i vari programmi di embellissements. In tal senso, l'architetto formulò diversi progetti, poi non eseguiti a causa del mancato assenso delle autorità edili: è questo il caso della Madeleine, dell'Opéra e della Bibliothèque royale. Preso dal risentimento, Boullée riversò tutte le creazioni immaginate sulla carta, dando vita a disegni che denotano un sostanziale interesse verso la resa architettonica pura: a tale riguardo, si segnalano le concezioni dei Monuments funèbres, dei Palais national, de justice e municipal, del Cirque, dei vari Arcs des triomphe, dei Ponts, delle numerose Entrées de ville, del Musée, o ancora del Palais du Souverain, tutte aliene a un'effettiva domanda pubblica.
L'allontanamento dalle pratiche concretamente progettuali si svolse con reciproche corrispondenze al crescente coinvolgimento del Boullée nell'insegnamento, impegno che certamente risultò più congeniale al suo spirito; negli ultimi anni della sua carriera, infatti, Boulléè abbracciò definitivamente la strada dell'insegnamento, divenendo nel 1795 docente all'École centrale du Panthéon.
Étienne-Louis Boullée morì a Parigi il 6 febbraio 1799.

## Stile Geometrico
Fu insegnante e teorico all'École Nationale des Ponts et Chaussées tra il 1778 e il 1788, quando ebbe il maggiore impatto, sviluppando uno stile geometrico distintivo e ispirato alle forme classiche. Il suo lavoro era caratterizzato dalla rimozione di ogni ornamentazione superflua, insufflando forme geometriche in scala enorme e ripetendo elementi come colonne in stile gigante. Per Boullée la regolarità, la simmetria e la varietà, erano regole auree dell'architettura.

## Stile architettonico

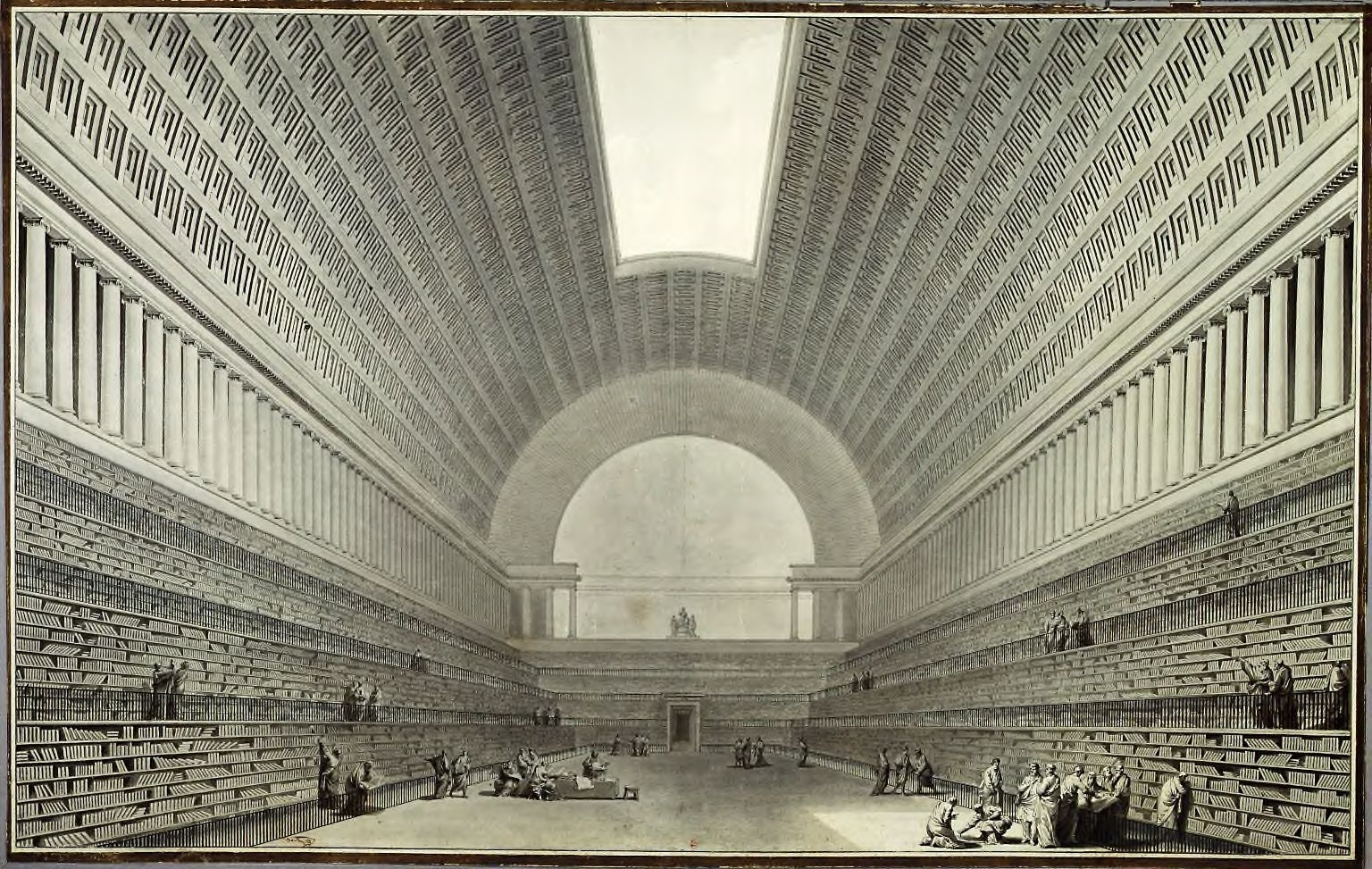
Progetto della sala per l'ampliamento della Biblioteca Nazionale. Visione prospettica della seconda variante (1785 circa); inchiostro e acquarello, 62 x 97,7 cm, Parigi, Bibliothèque Nationale.

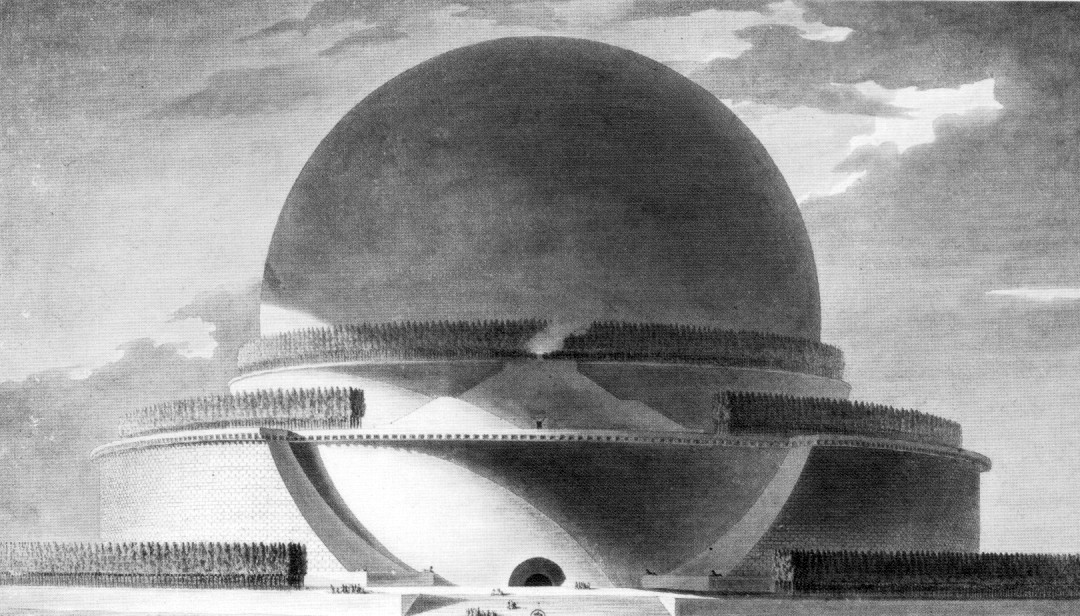
Cenotafio di Newton, Vista frontale (1784); inchiostro, 39,8 x 65 cm, Parigi, Bibliothèque Nationale.

Artista di difficile decifrazione, per via della mancata concretizzazione di grandissima parte delle sue idee, Étienne-Louis Boullée è uno dei maggiori interpreti del panorama architettonico del XVIII secolo e della cultura illuminista.
L'opera di Boullée poggia su due dati stilistici fondamentali: l'instaurazione di un rapporto diretto tra la natura e l'architettura e l'accurato gioco di luci e ombre. Mostrandosi assai sensibile alla filosofia di John Locke e dei philosophes sensisti francesi, infatti, Boullée sosteneva che l'architettura dovesse nascere direttamente dalla natura, così come qualsiasi altro aspetto della conoscenza. L'architetto, pertanto, deve conferire alle proprie realizzazioni simmetria e regolarità (caratteristiche, per l'appunto, tipiche della natura); in questo modo possono essere eseguite forme e spazi eloquenti, in grado di relazionarsi con lo spettatore, suscitandogli una tensione emotiva paragonabile a quella sperimentata dall'artista in contatto con il mondo naturale che lo circonda. L'espressività, infatti, era uno degli elementi caratterizzanti dell'architettura auspicata da Boullée, il quale riteneva che ciascun edificio, o insieme di masse, debba avere un caractère in grado di contraddistinguerlo, dando così vita a costruzioni «parlanti».
Questa raffinata «mis en œuvre» della natura si accosta a un forte contrasto tra luci e ombre; a tal proposito, lo stesso Boullée affermò di essere l'inventore dell'«architettura delle ombre e delle tenebre». In reazione all'edonismo del barocco e del rococò, infatti, Boullée privò i suoi edifici di qualsivoglia ornamento, persuaso dall'idea che l'unica insistenza decorativa ammessa fosse l'ombra, plasticamente generata dai contrasti tra le forme architettoniche. Ritenendo che «gli effetti (in architettura) sono creati dalla luce» e dai suoi contrasti, Boullée arrivò addirittura a definirsi anti-Vitruviano:
(Étienne-Louis Boullée)
Quest'estetica dell'ombra comporta necessariamente l'adozione di forme geometriche pure, o corps bruts, per usare la definizione dello stesso Boullée. Questa predilezione per un'architettura essenziale di masse non modulate si concretizzava nella scelta di forme quali piramidi, tronchi e sfere; quest'ultimo, in particolare, era il solido che Boullée riteneva perfetto, tanto che per il cenotafio di Newton scelse un'immensa sfera cava.
Per esaltare la solennità dei corps bruts Boullée si ritrovò a progettare edifici grandiosi e imponenti, dalle dimensioni talmente elevate da non poter né essere realizzati con le tecnologie del tempo, né essere inseriti in un qualsivoglia contesto urbano. Per questo motivo gli edifici di Boullée non sono altro che aspirazioni architettoniche che non possono avere attuazione, cioè pure utopie; in questo contesto si inseriscono alcuni tra i suoi progetti più celebri, quali la Sala per l'ampliamento della Biblioteca Nazionale, il Museo per le statue degli uomini famosi e il cenotafio di Newton.